# العرض (العدين)

تعديل مصدري - تعديل

العرض  إحدى حارات مدينة العدين بمحافظة إب، بلغ تعداد سكانها 1020 نسمة حسب تعداد اليمن لعام 2004.